# 現代歌人協会
現代歌人協会（げんだいかじんきょうかい）は日本の歌人団体。2020年4月に一般社団法人となった。「本会は現代短歌を推進しつつある作家を以て組織し、会員相互の生活を守り、協力によりその向上発展を期することを目的とする」（創立時の規約より）。

## 歴史
- 1956年（昭和31年）1月29日、歌人の職能集団として結成された。明治記念館の創立発起人会には30名が参加、発起人は次の62名である。阿部静枝、植松寿樹、生方たつゑ、扇畑忠雄、大野誠夫、岡野直七郎、岡山巌、尾上柴舟、尾山篤二郎、香川進、鹿児島寿蔵、加藤克巳、川田順、木俣修、木村捨録、葛原妙子、窪田空穂、窪田章一郎、小泉苳三、小暮政次、五島茂、五島美代子、五味保義、近藤芳美、斎藤史、佐佐木信綱、佐藤佐太郎、四賀光子、柴生田稔、吉田正俊、杉浦翠子、高田浪吉、高安国世、土屋文明、坪野哲久、土岐善麿、中河幹子、中野菊夫、中村正爾、長沢美津、橋本徳寿、長谷川銀作、服部直人、福田栄一、前川佐美雄、前田透、松田常憲、松村英一、会津八一、吉野秀雄、宮柊二、森岡貞香、森本治吉、山口茂吉、山下陸奥、山田あき、結城哀草果、吉井勇、吉植庄亮、山本友一、若山喜志子、渡辺順三。[2]

## 協会の目的
法人化以降は、下記の項目を掲げている。
- 短歌の研究会、講演会、懇話会等の開催（公開講座・全国短歌大会・シンポジウム等）
- 歌人の社会的地位向上のための活動（声明）
- 短歌の著作権の管理保全及びこれに関する助言援助
- 歌人に対する業績の顕彰（現代歌人協会賞・現代短歌大賞）
- 他の文学団体及び芸術団体との交流の実施
- 会員の福利厚生の推進
- その他、当法人の目的を達成するために必要な事業（書籍出版等）

## 活動
- 当初の「短歌年鑑」の編集、「現代短歌」の発行に続き、土曜講座と形を変えながら公開講座は回を重ねている。また文化庁主催の国民文化祭短歌部門に参画、朝日新聞社と連繋する全国短歌大会は1972年に発足している。
- 現代歌人協会賞は1957年以来、毎年優れた新人を送り出している。加えて1978年からの現代短歌大賞は年次の功績者を顕彰するものである。

## 組織・運営
- 運営には理事会があたり、理事は総会で選出され、補充理事を加えて20名前後、任期は1999年から3年となった。

- 1964年から理事長制となり初代に五島茂を選出。1977年～近藤芳美、1991年～加藤克巳、1995年～篠弘、2008年～佐佐木幸綱、2017年～大島史洋、2020年～栗木京子と続いている。
- 組織としては常任理事をおき、財務委員会、企画・事業委員会、広報委員会、著作権委員会、協会賞委員会、短歌大賞委員会、会員推薦委員会で構成されている。